# Chaperiopsis stephensoni
Chaperiopsis stephensoni is een mosdiertjessoort uit de familie van de Chaperiidae. De wetenschappelijke naam van de soort is voor het eerst geldig gepubliceerd in 1935 door O'Donoghue & de Watteville.